# ألكسندرا بيل
ألكسندرا بيل (بالإنجليزية: Alexandra Bell)‏ هي فنانة أمريكية، ولدت في 1983 في شيكاغو في الولايات المتحدة.